# Allium
Allium L., este un gen de plante erbacee cu bulbi, aparținând subfamiliei Allioideae (în trecut Alliaceae). Acest gen este orginar din Europa, nordul Africii, Asia, America de Nord și cuprinde peste 280 de specii.

## Morfologie
Frunzele pornesc de la nivelul solului și pot fi plate, cilindrice, iar la maturitate sunt goale în interior. Pețiolul este rotund, tubular. Florile (albe, roz, galbene, albastre), sunt dispuse în umbele compacte, la capătul unei tulpini fără frunze. Perigonul este cu 6 foliole libere, mici, înguste și androceul cu 6 stamine mai lungi decât stigmatul și stilul.

## Înmulțire
Prin bulbi, în sol bine drenat, sau prin semințe în pământ nisipo-humos.

## Utilizare
Pentru decorarea parcurilor, la borduri, rocării și ca flori tăiate sau plantă la ghivece.

## Specii
- Allium aflatunense
- Allium albopilosum
- Allium atropurpureum
- Allium ascalonicum
- Allium caeruleum
- Allium cepa
- Allium cyaneum
- Allium fistulosum
- Allium flavum
- Allium giganteum
- Allium karataviense
- Allium moly
- Allium narcissiflorum
- Allium neapolitanum
- Allium oreophilum
- Allium porum
- Allium pulchellum
- Allium roseum
- Allium sativum
- Allium schoenoprasum
- Allium triquetrum
- Allium ursinum
- Allium vineale